# Cinc muntanyes sagrades del taoisme

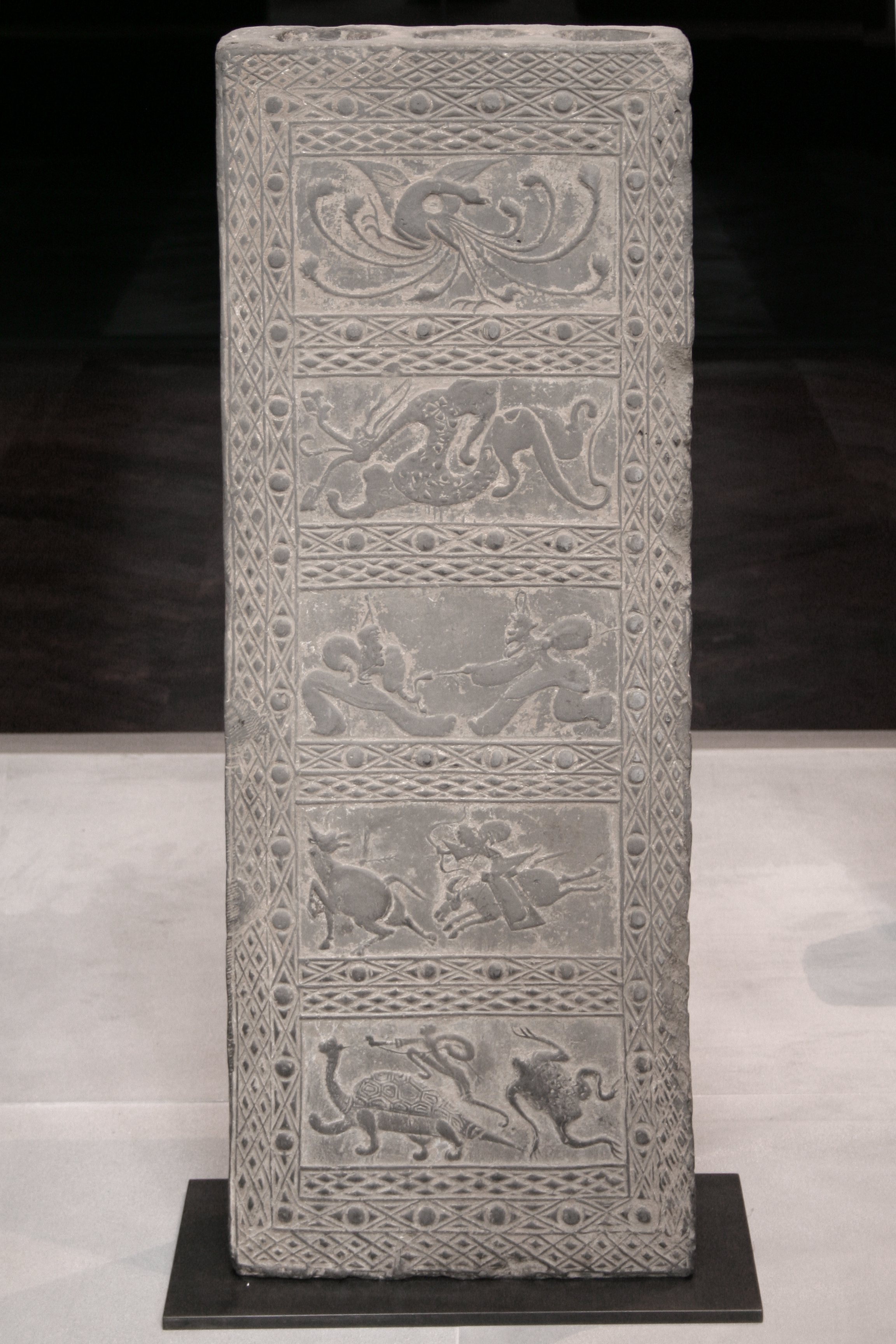
Monòlit de la dinastia Han que representa de forma simbòlica les cinc direccions cardinals.

Les cinc muntanyes sagrades del taoisme, o simplement les Cinc Grans Muntanyes, estan distribuïdes d'acord amb les direccions cardinals de la geomància xinesa, que inclou el centre com una direcció.
D'acord amb la mitologia xinesa, aquestes cinc grans muntanyes van ser originades pel cos de Pangu (盤古/盘古 Pángǔ), primer ésser i creador del món. Per raó de la seva situació a l'est, el mont Tai s'associa amb la sortida del sol, que significa renaixement i renovació. Per això, es considera la més important de les cinc i es creu que es va formar a partir del cap de Pangu. La muntanya Heng de Hunan procediria del braç dret. La muntanya Heng de Shanxi, del braç esquerre. La muntanya Song seria el seu melic, i la muntanya Hua correspondria als seus peus.

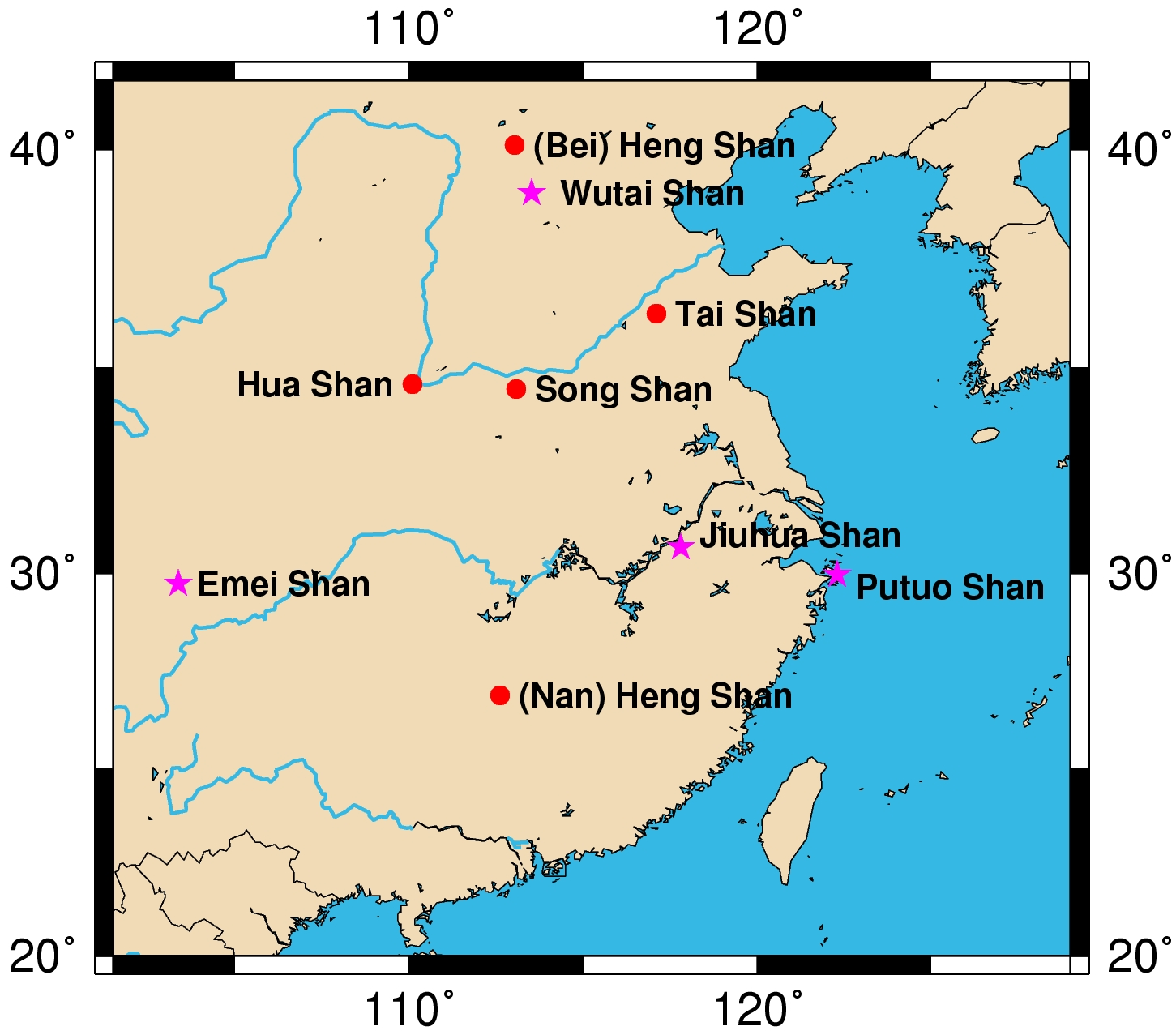
Situació de les cinc muntanyes sagrades del taoisme (els punts vermells) i les quatre muntanyes sagrades del budisme (els estels violeta).

## Noms[1]

### Est:Tài Shān
xinès tradicional: 泰山, xinès simplificat: 泰山, literalment 'Mont de la Suprema Pau': província de Shāndōng, 1.545 m, 36° 15′ N, 117° 06′ E / 36.250°N,117.100°E

### Oest:Huà Shān
xinès tradicional: 華山, xinès simplificat: 华山, literalment 'Mont de l'Esplendor': 
província de Shănxī, 1.997 m 34° 29′ N, 110° 05′ E / 34.483°N,110.083°E

### Sud:(Nán) Héng Shān
xinès tradicional: 衡山, xinès simplificat: 衡山, literalment 'Mont de l'Equilibri': província de Húnán, 1.290 m, 27° 15′ 17″ N, 112° 39′ 21″ E / 27.254798°N,112.655743°E

### Nord:(Běi) Héng Shān
xinès tradicional: 恆山, xinès simplificat: 恒山, literalment 'Mont de la Constància': província de Shānxī, 2.017 m, 38° 35′ N, 112° 54′ E / 38.583°N,112.900°E

### Centre:Sōng Shān
xinès tradicional: 嵩山, xinès simplificat: 嵩山, literalment 'Mont de la Noblesa': província de Hénán, 1.494 m, 34° 29′ 5″ N, 112° 57′ 37″ E / 34.48472°N,112.96028°E
De vegades, aquestes muntanyes són esmentades per les seves respectives direccions, per exemple, "La Gran Muntanya del Nord" (北嶽/北岳 Běi Yuè), "La Gran Muntanya del Sud" (南嶽/南岳 Nán Yuè), "La Gran Muntanya de l'Est" (東嶽/东岳 Dōng Yuè), "La Gran Muntanya de l'Oest" (西嶽/西岳 Xī Yuè), i "La Gran Muntanya Central" (中嶽/中岳 Zhōng Yuè).